# Пальчатокоренник пятнистый
Пальчатокоре́нник пятни́стый, или пальчатокоренник кра́пчатый (лат. Dactylorhíza maculáta) — вид травянистых растений из рода Пальчатокоренник семейства Орхидные. В русскоязычной литературе встречаются и другие русские названия вида — ятрышник пятнистый, пальцекорник пятнистый, дактилориза пятнистая.
Название Orchis maculata L. (Ятрышник пятнистый, или Ятрышник крапчатый) в настоящее время входит в синонимику вида.
|                                                     |
|                                                     |
|                                                     |
| Клубни, цветки и плоды пальчатокоренника пятнистого |

## Распространение
Ареал вида тянется от Атлантического побережья Европы до Центральной Сибири, растение встречается также в Северо-Западной Африке. Рассеянно распространён почти на всей территории европейской части России, но преимущественно в северных и центральных районах нечерноземья, доходя на восток до Заволжья.
Растёт в сырых замшелых лесах, на влажных лугах, прогалинах, часто по сфагновым мхам.

## Биологическое описание
Пальчатокоренник пятнистый — многолетнее растение высотой от 15(25) до 50.
Клубень пальчатый, сплюснутый.
Стебель прямостоячий, одиночный, плотный, около 8 мм толщиной в основании.
Листья немногочисленные, в числе (2)5—6(8), отклонённые, почти плоские или сложенные вдоль, крупные, тёмно-зелёные, с округлыми фиолетовыми пятнами; по форме листья варьируют вверх по стеблю от продолговато-ланцетных, тупых или заострённых до заострённых, линейных или шиловидно-линейных, часто слегка извилистых.
Цветки собраны в густые, многоцветковые колосовидные соцветия 3—9 см длиной и 3—4 см в диаметре. Окраска цветков — разнообразная: розоватая, лиловатая, красная, иногда почти белая . Губа коротко-трёхлопастная, с мелкими фиолетовыми пятнышками, расположенными продольными выгнутыми рядами, разобщёнными или сливающимися в короткие линии; средняя лопасть губы значительно короче и уже боковых, треугольная, туповатая, 2—3 мм длиной. Цветёт в июне—июле.
Плод — коробочка с многочисленными мелкими семенами. Плодоносит в июле—августе. Размножается семенами.

## Лекарственное применение
Лекарственным сырьём являются клубни. Собирают молодые клубни вскоре после цветения растения, очищают от земли, моют в холодной воде и на 2—3 минуты опускают в кипяток, чтобы клубни не прорастали во время сушки. Сушат при температуре не более 50 градусов. Высушенные клубни называются салепом.
Обладает обволакивающим, противовоспалительным, смягчительным, общеукрепляющим действием. Салеп, растёртый в порошок и смешанный с водой, вином или молоком, используется при расстройствах желудка, гастритах и колитах, при отравлении некоторыми ядами, болезнях мочевого пузыря.

## Таксономия
Dactylorhiza maculata (L.) Soó, Nom. Nov. Dactylorhiza 7. 7. 1962.

### Синонимы
- Orchis maculata L., Sp. Pl.: 942. 1753.
- Orchis basilica L. ex Klinge, Trudy Imp. S.-Peterburgsk. Bot. Sada 17(1): 190. 1898, nom. superfl.
- Orchis basilica subsp. maculata (L.) Klinge, Trudy Imp. S.-Peterburgsk. Bot. Sada 17(1): 192. 1898, nom. superfl.
- Dactylorchis maculata (L.) Verm., Stud. Dactylorch.: 68. 1947.

## В культуре
В Главном ботаническом саду имени Н. В. Цицина РАН вегетирует с середины апреля по сентябрь. Цветёт в июне. Не плодоносит. Высота 20—25 см.